# Calella de Palafrugell

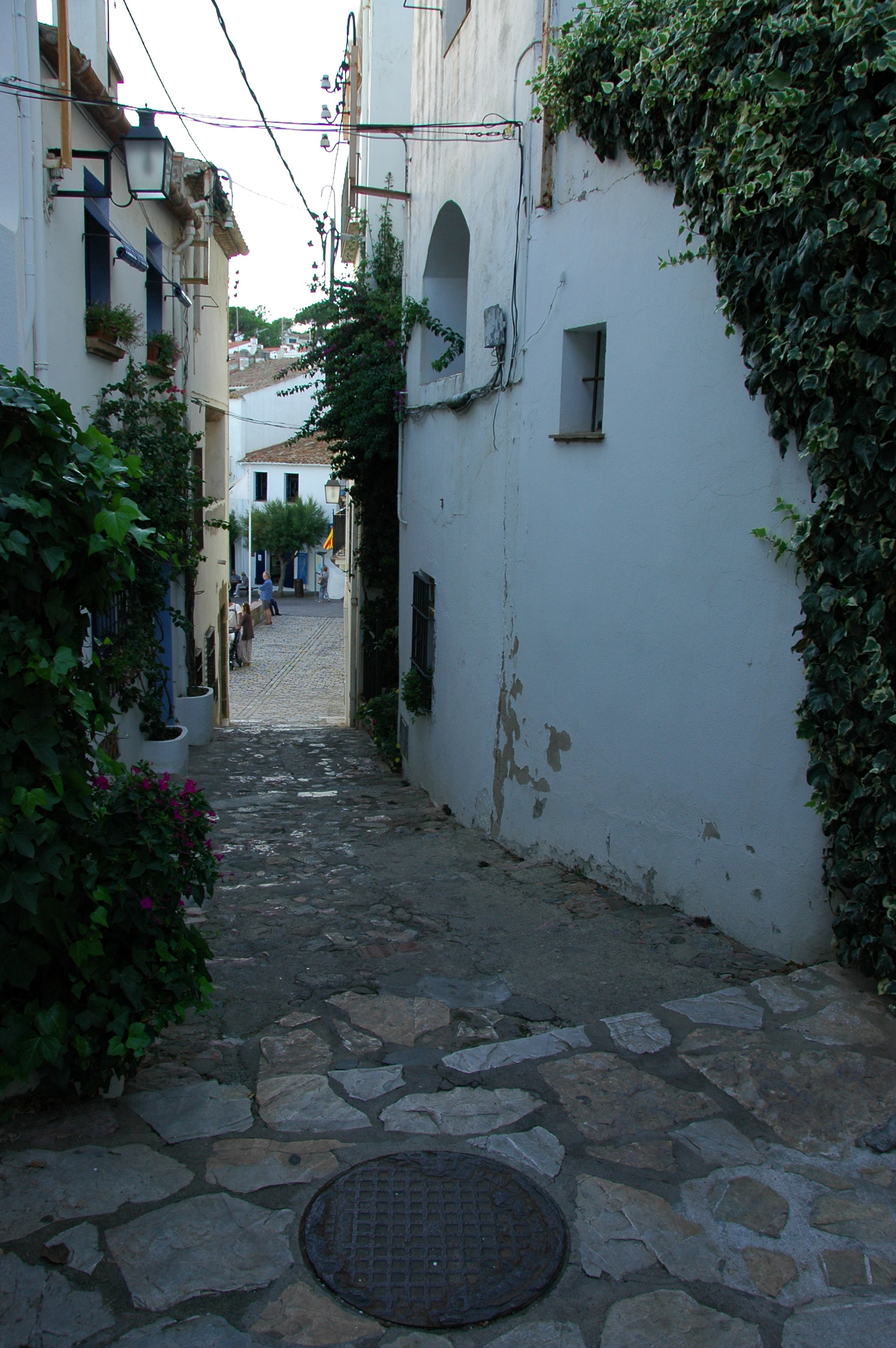
Calle Bofill i Codina

Calella de Palafrugell es una entidad de población del municipio español de Palafrugell, comarca del Bajo Ampurdán, provincia de Gerona, en Cataluña. Este pueblo de pescadores situado sobre una costa rocosa, constaba en 2009 de 782 habitantes, la mayoría gente mayor que pertenece a antiguas familias de pescadores. Calella de Palafrugell ha conservado el ambiente de antiguo pueblo de pescadores y no lo han llenado de hoteles. 
Calella de Palafrugell es una de las pedanías costeras de Palafrugell, situada en plena Costa Brava, una localidad pintoresca y que conserva el antiguo encanto de los pueblos de la zona antes de la llegada del turismo de masas y la especulación inmobiliaria. Aun así, Calella de Palafrugell es conocida por la conservación de sus playas y la preservación de sus zonas rurales a las afueras. Es caracterizada por sus de pequeñas calas, junto a otro núcleo costero y turístico como Llafranch.
Calella de Palafrugell tiene playa y montaña. En el próximo Cabo de Cap Roig se encuentra ubicado el Jardín botánico de Cap Roig, y en verano se celebra el Festival de Cap Roig, que ha ido ganando importancia a lo largo de los años. Sir Elton John, Hombres G, Els Manel entre otros han sido los participantes en este emblema musical que nos deleita el Festival de Cap Roig situado, como hemos dicho anteriormente, en Calella de Palafrugell.
También es conocido internacionalmente su encuentro anual de habaneras, la Cantada d'havaneres de Calella de Palafrugell, que reúne a miles de personas en su playa para escuchar este ritmo interpretado por varios grupos, aficionados y también otros de prestigio dentro del género, muy popular en Cataluña y típico en pueblos de pescadores. Grupos como Port Bo son originarios de Calella de Palafrugell y emblemáticos del pueblo. Calella de Palafrugell fue donde se estableció el escritor y periodista Josep Pla en la posguerra. 
En el antiguo Hotel Batlle el cantante Joan Manuel Serrat compuso su canción Mediterráneo, inspirado en cierto modo por los paisajes de esta localidad de la Costa Brava.
Este municipio es conocido por ser la sede de la antigua discoteca Xque.

## Historia del puerto

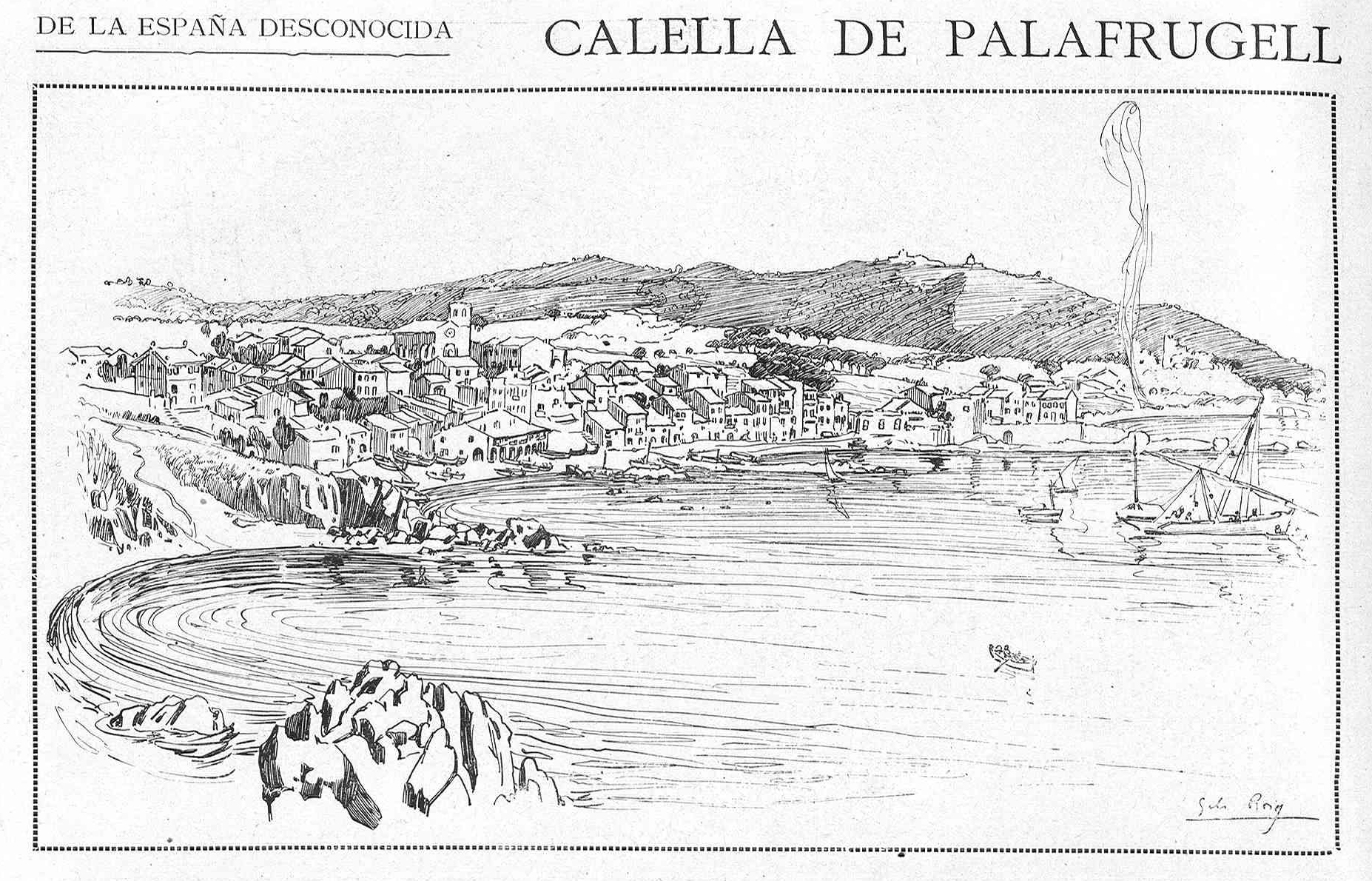
Vista de Calella de Palafrugell (La Esfera, 1924)

Calella de Palafrugell era el puerto de entrada y salida de productos de Palafrugell y de la zona de la Bisbal.
A través del puerto, a principios del XIX, se exportaban productos agrícolas (trigo, harina, habas y frijoles), coral, vino y, sobre todo, tapones.
El año 1823, en solo cuatro meses, salieron con diversos destinos 274 balas y Balot con casi 2,4 millones de tapones. Este movimiento hacía necesaria la presencia de un aduanero, una figura que se mantuvo hasta principios del XX.
A medida que se incrementó el tamaño de los barcos, un fenómeno relacionado con la introducción del vapor, el transporte marítimo se fue concentrando en los puertos más grandes, principalmente Palamós y Sant Feliu de Guíxols. Las 727 toneladas de movimiento de mercancías de 1860 se convirtieron en 2,5 en 1894 y en 0,3 en 1912. 
Sin embargo, al largo de los años este puerto sigue siendo igual de importante. 

## Patrimonio
- Port Bo. Barrio marítimo.

- Iglesia de San Pedro.

- Torre de Calella. Es una torre vigía construida hacia finales del siglo XVI.

- Jardín botánico del Cap Roig.

- Castillo de Cap Roig.

- Camino de Ronda.